# Estação Carapicuíba
A Estação Carapicuíba é uma estação ferroviária, pertencente à Linha 8–Diamante Operada pela ViaMobilidade. Está localizada no centro do município de Carapicuíba.

## História

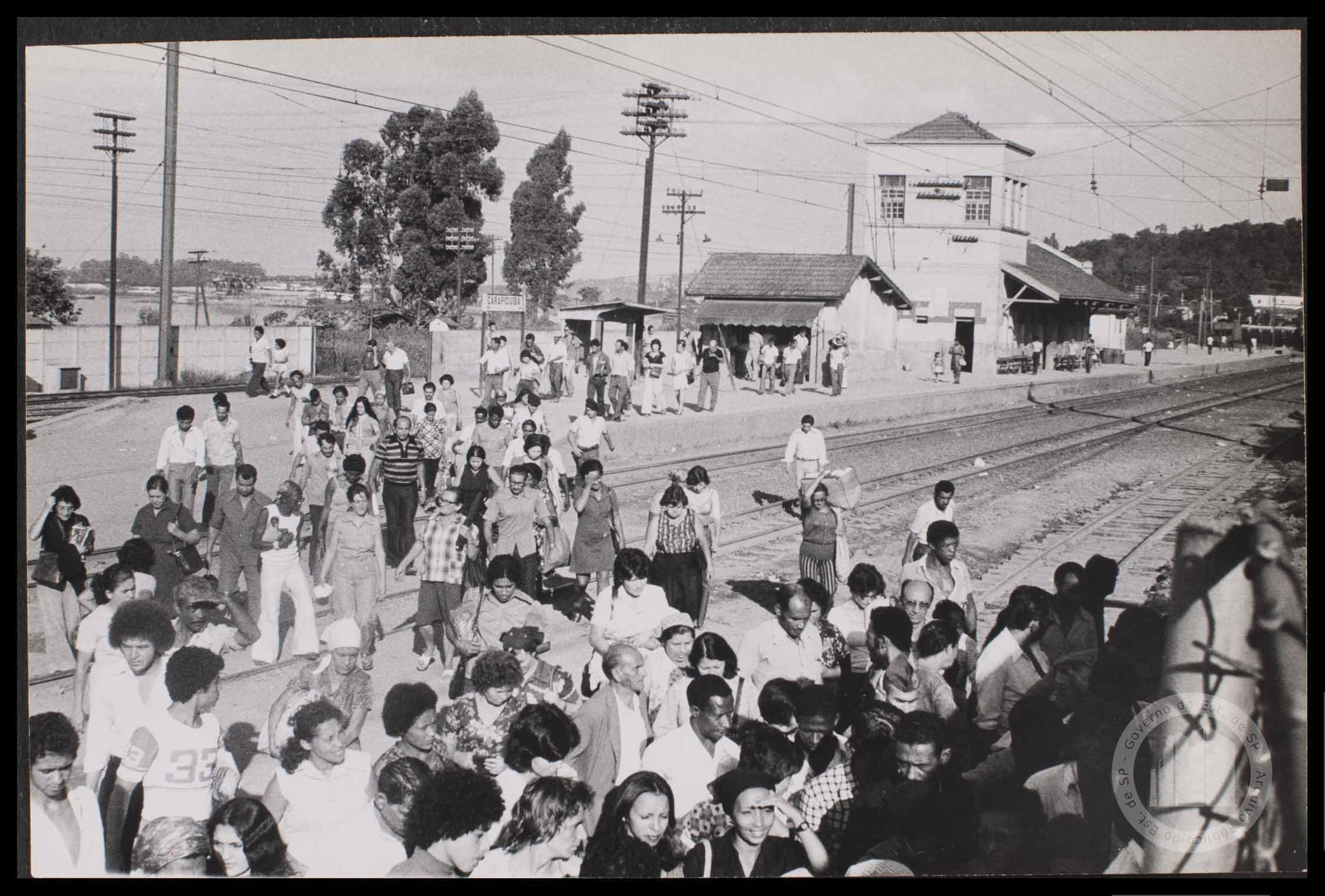
Primeira estação de Carapicuíba na década de 1970. Construída em 1926, já não atendia a demanda de passageiros cinquenta anos depois.
Arquivo Público do Estado de São Paulo

Após reassumir a Estrada de Ferro Sorocabana, o governo do estado de São Paulo iniciou um grande plano de investimentos para recuperar a infraestrutura da ferrovia. Com isso, vários postos telegráficos foram formalmente instalados para permitir uma maior circulação de trens. Um desses postos começou a ser construído em 1921 na altura do Quilômetro 23.
O posto do quilômetro 23 foi aberto em 1923. Pouco tempo depois foi rebatizado "Carapicuhyba", apesar de ficar a 10 quilômetros da Aldeia de Carapicuíba. Com as obras de implantação de bitola larga entre Barra Funda e Quitaúna e a retificação do trecho inicial da Linha Tronco (São Paulo-São Roque) ocorridas durante a década de 1920, o posto Carapicuhyba recebeu um dos acampamentos de operários. Esse acampamento evoluiu para uma pequena vila ferroviária batizada "Vila Sylvânia". Para atender a vila, a Sorocabana construiu um novo edifício e promoveu o posto a categoria de estação, rebatizada Sylvânia (em homenagem ao deputado Sílvio de Campos, irmão do governador Carlos de Campos), inaugurada em 26 de janeiro de 1926. A nova denominação da estação foi alterada em dezembro de 1927, com o nome Carapicuhyba restaurado.
A implantação da estação trouxe desenvolvimento para o entorno da estação. Com a morte do Coronel Delfino Cerqueira (??-1936), dono de terras no entorno da estação (incluindo a Fazenda Carapicuíba), seus herdeiros iniciaram loteamentos que deram origem ao núcleo urbano do distrito de Carapicuíba, emancipado de Barueri em 1964. Com o crescimento de Carapicuíba, a estação passou a ficar pequena para a movimentação de passageiros. Em 1971 a Sorocabana acabou incorporada a Ferrovia Paulista S/A (Fepasa) e contratou as empresas Sofrerail (atual Systra) e Engevix para elaborar um projeto de remodelação das linhas de subúrbios entre São Paulo e Mairinque e Parelheiros. A estação Carapicuíba foi selecionada para o grupo de estações prioritárias e seu projeto foi desenvolvido entre 1973 e 1976. Suas obras foram contratadas pela Fepasa junto a empresa Betumarco S/A. Para a construção do novo prédio, o antigo acabou demolido em 1977 e substituído por uma estação provisória. A nova estação Carapicuíba foi inaugurada em 25 de janeiro de 1979. Anexo à estação, foi implantado um terminal de ônibus intermunicipais.
Com o atraso na modernização da Linha Oeste da Fepasa, os passageiros eram obrigados a trocar de trem na estação Carapicuíba para seguir viagem. Isso fazia o tempo de viagem cada vez maior. Na noite de 23 de maio de 1982 cerca de 800 passageiros descontentes com o atraso do trem para Amador Bueno depredaram alguns trens da Série 5000 estacionados no pátio Carapicuíba e parte da estação homônima. A revolta foi contida com o emprego de agentes de segurança da Fepasa e homens da Polícia Militar.
Apesar de moderna, a nova estação de Carapicuíba foi inaugurada sem equipamentos de acessibilidade (como as demais da Linha Oeste). Em 1991 a Fepasa anunciou um plano que envolvia a realização de licitações para a implantação de elevadores e escadas rolantes nas estações, incluindo Carapicuíba. As licitações foram homologadas em 1993, porém por falta de recursos a proposta acabou não sendo implementada.
A Companhia Paulista de Trens Metropolitanos assumiu a estação em fevereiro de 1996. Após concluir seu primeiro Plano Diretor em 2002, a CPTM contratou os projetos de modernização da estação Carapicuíba em 2005 através da licitação nº 8379402011 que visava a elaboração de projetos de modernização de doze estações divididas em seis lotes. A estação Carapicuíba foi incluída no lote 2 ao lado da estação Barueri. O Lote 2 foi vencido pelo consórcio formado pelas empresas Harza e Lenc, pelo valor de 506 359,67 reais. Em 2007, o consórcio concluiu os projetos (elaborados pelo arquiteto Luiz Carlos Esteves), e os resultados foram apresentados pela CPTM em audiência pública, em junho de 2007. As obras de modernização da estação Carapicuíba foram contratadas em outubro de 2009 por meio da licitação nº 8335090011. Com um valor de 14 743 202,67 reais, foram realizadas pelo consórcio formado pelas empresas Cronacon, Massafera e Múltipla.
A estação modernizada de Carapicuíba foi reinaugurada em 24 de março de 2011.
Em 20 de abril de 2021 foi concedida para o consórcio ViaMobilidade composto pelas empresas CCR (atual Motiva) e RUASinvest, com a concessão para operar a linha por trinta anos. O contrato de concessão foi assinado e a transferência da linha foi realizada em 27 de janeiro de 2022.

## Tabelas
| Linha      | Terminais               | Comprimento (km) | Estações | Observações                                                                                            |
| ---------- | ----------------------- | ---------------- | -------- | --- |
| 8 Diamante | Júlio Prestes ↔ Itapevi | 35,283           | 20       | Possui extensão operacional. Antiga Linha B–Cinza / Antiga Linha Oeste do Trem Metropolitano da FEPASA |

| Sigla | Estação     | Inauguração | Integração                                                                     | Plataformas | Posição    | Notas                                                                                                 |
| ----- | ----------- | ----------- | ------------------------------------------------------------------------------ | ----------- | ---------- | --- |
| CPB   | Carapicuíba | 1921        | Bilhete Único da SPTrans e Terminal Urbano de ônibus de Carapicuíba (tarifada) | Centrais    | Superfície | Estação construída pela Estrada de Ferro Sorocabana Reconstruída pela FEPASA em 25 de janeiro de 1979 |